# Guy al II-lea de Dampierre
Guy al II-lea (d. 18 ianuarie 1216) a fost conetabil de Champagne, precum și senior de Dampierre, Bourbon și Montluçon.
Guy a fost unicul fiu al lui Guillaume I, senior de Dampierre, cu Ermengarda de Mouchy.
El a participat la Cruciada a treia ca membru al unei grupe avansate de cruciați care a inițiat asediul asupra Acrei în toamna anului 1189. În 1191, aflat încă în Țara Sfântă, a fost considerat ca susținător al lui Conrad de Montferrat.
În 1212, regele Filip al II-lea al Franței i-a acordat lui Guy sarcina de a-l înlătura pe contele Guy al II-lea din Auvergne. Guy și-a îndeplinit cu succes misiunea, prin cucerirea castelului Tournoël în decembrie 1213. De asemenea, participarea sa la bătălia de la Bouvines din 1214 s-a dovedit decisivă în obținerea victoriei de către francezi.

## Căsătorie și urmași
În 1186, Guy s-a căsătorit cu Matilda de Bourbon, fiică a lui Archambaud de Bourbon cu Alice de Burgundia. Ea era nepoata seniorului Archambaud al VII-lea de Bourbon. Tatăl ei murise înaintea bunicului, lăsând-ul cu un moștenitor pe linie masculină. Drept urmare, Matilda a moștenit Bourbon, iar prin căsătorie casa de Dampierre a achiziționat și senioria de Bourbon.
Guy și Matilda au avut șapte copii:
- Archambaud (n. 1189-d. 1242), senior de Bourbon
- Guillaume (n. 1196-d. 1231), căsătorit cu contesa Margareta a II-a de Flandra și Hainaut (d. 1280)
- Filipa (d. 1223), căsătorită în 1205 cu contele Guigues al IV-lea de Forez (d. 1241)
- Guy (d. 22 March 1275)
- Maria, căsătorită:
  1. în jur de 1201 cu Hervé de Vierzon
  2. în 1220 cu Henric I de Sully
- Ioana
- Margareta